# Шерстобитов, Николай Трофимович
Николай Трофимович Шерстобитов (1922 — 23 июля 1944 года) — пулемётчик 685-го стрелкового полка 193-й Краснознамённой стрелковой дивизии 65-й армии Центрального фронта, красноармеец. Герой Советского Союза.

## Биография
Родился в 1922 в селе Городище ныне Соликамского района Пермского края в крестьянской семье. Окончил 7 классов. Работал в колхозе.
В Красной Армии с июня 1941 года. В действующей армии с августа 1941 года.
Пулемётчик 685-го стрелкового полка красноармеец Николай Шерстобитов особо отличился при форсировании реки Днепр 15 октября 1943 года в районе села Каменка Репкинского района Черниговской области Украины. Переправляясь на плоту через Днепр, красноармеец Шерстобитов Н. Т. вёл по врагу пулемётный огонь. Когда плот был разбит, а пулемёт утонул, воин достал его со дна реки и принял участие в бою за плацдарм. Он одним из первых высадился на западный берег Днепра и бросился в немецкие траншеи. Установив пулемёт, красноармеец Николай Шерстобитов удерживал оборону до момента подхода остальной части наступающих советских войск, развивающих наступление, имевшее важное значение для последующего освобождения Правобережной Украины и Беларуси.
Указом Президиума Верховного Совета СССР от 30 октября 1943 года за образцовое выполнение боевых заданий командования и проявленные при этом мужество и героизм красноармейцу Шерстобитову Николаю Трофимовичу присвоено звание Героя Советского Союза с вручением ордена Ленина и медали «Золотая Звезда».
23 июля 1944 года в одном из боёв за освобождение Беларуси Н. Т. Шерстобитов погиб.
Награждён орденом Ленина.